# Korkoząb pozrastany

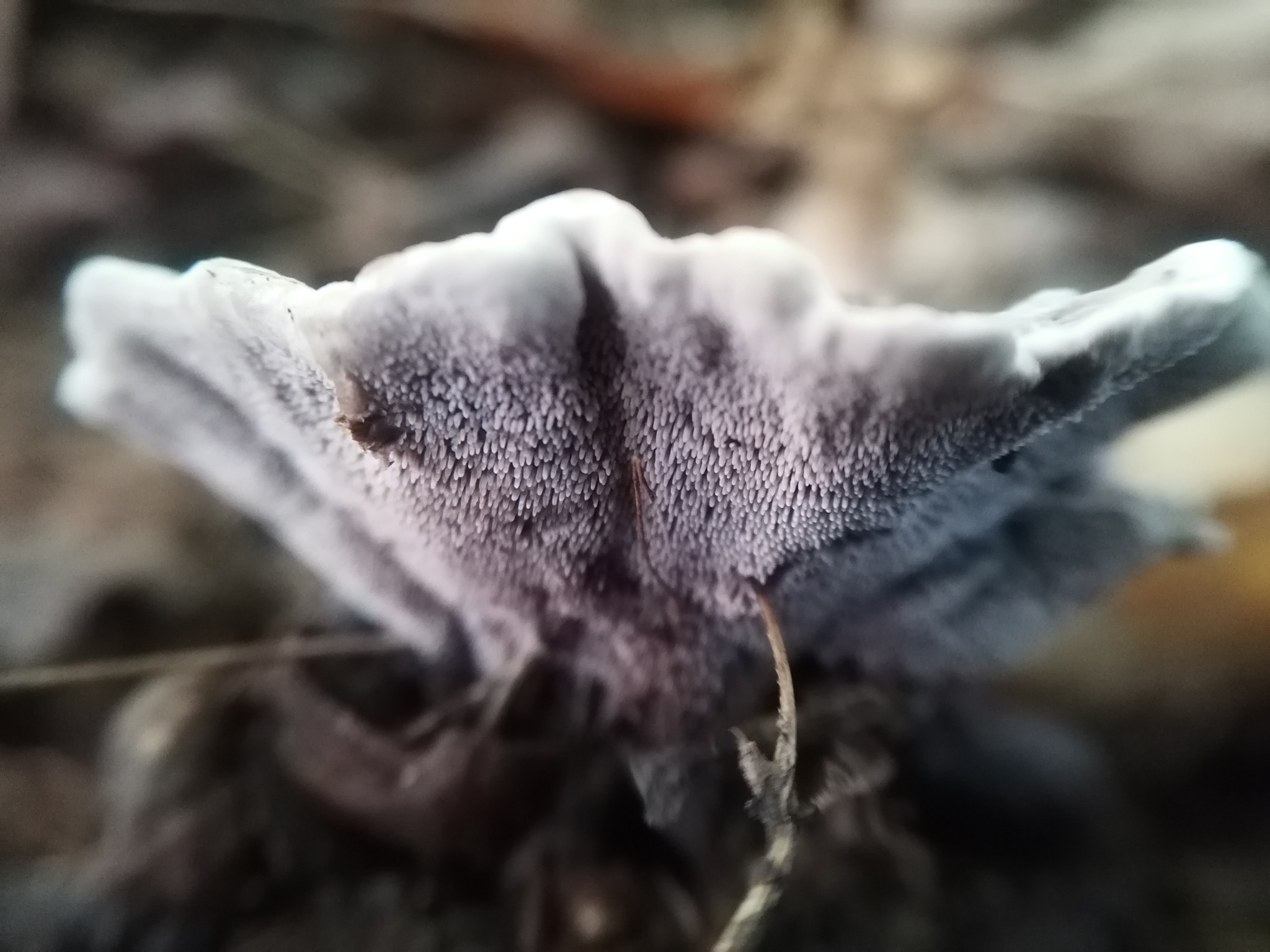

Korkoząb pozrastany (Phellodon confluens (Pers.) Pouzar) – gatunek grzybów grzyba hydnoidalnego z rodziny chropiatkowatych (Theleporaceae).

## Systematyka i nazewnictwo
Pozycja w klasyfikacji według Index Fungorum: Hydnum, Thelephoraceae, Thelephorales, Incertae sedis, Agaricomycetes, Agaricomycotina, Basidiomycota, Fungi.
Po raz pierwszy takson ten opisał w 1825 r. Christiaan Hendrik Persoon jako Hydnum confluens. Czeski mykolog Zdeněk Pouzar przeniósł go do rodzaju Phellodon w 1956 roku.
Ma 9 synonimów:

- Hydnum confluens Pers. 1825
- Hydnum amicum Quél. 1880
- Calodon amicus (Quél.) Quél. 1884
- Sarcodon amicus (Quél.) Quél. 1886
- Phellodon amicus (Quél.) Banker 1913
- Hydnellum amicum (Quél.) Ragab 1953
- Hydnum vellereum Peck (1898)
- Phellodon vellereus (Peck) Banker 1906
- Phellodon confluens var. corrugatus Khara 1978[4]

Polską nazwę nadali Barbara Gumińska i Władysław Wojewoda w 1983 r.

## Morfologia
Kapelusz
Zwykle ma kilka zrośniętych z sobą kapeluszy o szerokości 3–13 cm. Początkowo są płasko wypukłe, później płaskie, na koniec płytko wklęsłe. Powierzchnia aksamitna, czasami z wżerami lub chropowata, często słabo strefowana, na brzegu biaława do bladoszarej, przechodzący w kierunku środka w brązową, po zgnieceniu zmienia barwę na ciemnobrązową do czarniawej.
Hymenofor
Zbiegający na trzon, gęsto pokryty stłoczonymi kolcami o długości 1–2 mm, początkowo białawy, przechodzący w brązowawy.
Trzon
Wysokość 1–4,5 cm, grubość 0,5–1 cm. Powierzchnia gładka lub delikatnie aksamitna, tej samej barwy co kapelusz.
Miąższ:
O barwie od białawej do jasnoszarej lub brązowawej, czasami tworzący niewyraźne strefy tych odcieni. Zapach łagodny lub częściej aromatyczny (przypominający curry lub syrop klonowy), który staje się silniejszy po wysuszeniu, smak łagodny.
Cechy mikroskopowe
Wysyp zarodników biały. Zarodniki 3,5–6 × 3–4 µm, kuliste lub prawie kuliste, brodawkowane, z kolcami o długości około 0,5 µm. Brak sprzążek.

## Występowanie i siedlisko
Grzyb występuje w Azji, Europie i Ameryce Północnej. W Szwajcarii ma status gatunku narażonego. Na terenach obecnie należących do Polski do 2003 r. podano tylko 2 stanowiska i to dawne (1923, 1933 w Prusach Wschodnich). Według W. Wojewody jest to w Polsce gatunek wymarły. Znajduje się na Czerwonej liście roślin i grzybów Polski. Ma status Ex – gatunek wymarły lub zaginiony. W późniejszych latach został jednak znaleziony w kilku miejscach, a najbardziej aktualne stanowiska podaje internetowy atlas grzybów. znajduje się w nim na liście gatunków zagrożonych i wartych objęcia ochroną.
Grzyb hydnoidalny, naziemny, saprotroficzny. Występuje w lasach liściastych i mieszanych, zwłaszcza pod bukami i dębami, ale także drzewami iglastymi.